# Polskie Koleje Państwowe
Polskie Koleje Państwowe S.A. (în română Căile Ferate Naționale Polone, societate pe acțiuni), PKP S.A., este o societate feroviară de transport, care a fost înființată în anul 2001 după comercializarea companiei statale Polskie Koleje Państwowe, care a funcționat de la anul 1926. Unicul acționar al societății este Tezaurul de Stat, reprezentat prin Ministerul Tranportului, Construcției și Economiei Maritime (Polonia). Polskie Koleje Państwowe S.A. au rolul dominant în Grupul PKP, care mai cuprinde și alte societății, precum PKP Polskie Linie Kolejowe – administratorul infrastructurii, PKP Intercity – operatorul transportului de călători la mare distanță sau PKP Cargo – operatorul transportului de marfă.
Polskie Koleje Państwowe S.A. funcționează ca o societate de supraveghere, fiind responsabilă pentru restructurizarea, coordonarea, administrarea a fluxului de numerar și pregătirea proiectelor de privatizare a celorlalte companii membri de Grupul PKP.
1. ↑   https://www.lobbyfacts.eu/datacard/polskie-koleje-państwowe-sa?rid=57041753584-14 Lipsește sau este vid: |title= (ajutor)